# Orientierungslauf-Juniorenweltmeisterschaften 2014
Die 25. Orientierungslauf-Juniorenweltmeisterschaften fanden vom 21. bis 27. Juli 2014 in der Gegend um Borowez in Bulgarien statt.

## Zeitplan
- 21. Juli 2014: Eröffnungsfeier
- 22. Juli 2014: Sprint
- 23. Juli 2014: Langdistanz
- 25. Juli 2014: Mitteldistanz Qualifikation
- 26. Juli 2014: Mitteldistanz
- 27. Juli 2014: Staffel, Abschlussfeier

## Junioren

### Sprint
| Platz | Land | Athlet             | Zeit      |
| ----- | ---- | ------------------ | --------- |
| 1     | NZL  | Tim Robertson      | 14:41 min |
| 2     | POL  | Piotr Parfianowicz | 14:47 min |
| 3     | SWE  | Anton Johansson    | 14:51 min |
| 4     | BEL  | Tristan Bloemen    | 14:53 min |
| 4     | FIN  | Aleksi Niemi       | 14:53 min |
| 6     | FIN  | Miika Kirmula      | 14:54 min |
| 7     | SUI  | Jonas Egger        | 15:09 min |
| 8     | FIN  | Olli Ojanaho       | 15:11 min |
| 8     | SWE  | Assar Hellström    | 15:11 min |

Sprint: 22. Juli 2014

Ort: Samokow

Länge: 3,0 km

Steigung: 20 m

Posten: 20

### Mitteldistanz
| Platz | Land | Athlet                  | Zeit      |
| ----- | ---- | ----------------------- | --------- |
| 1     | FIN  | Miika Kirmula           | 28:58 min |
| 2     | ITA  | Riccardo Scalet         | 30:19 min |
| 3     | FIN  | Olli Ojanaho            | 30:29 min |
| 4     | AUT  | Xander Berger           | 30:44 min |
| 5     | NZL  | Nick Hann               | 30:47 min |
| 6     | SUI  | Jonas Egger             | 30:50 min |
| 7     | RUS  | Konstantin Serebrjanizk | 31:33 min |
| 8     | LAT  | Rudolfs Zernis          | 31:36 min |

Mitteldistanz: 26. Juli 2014

Ort: Zheleznica

Länge: 3,8 km

Steigung: 220 m

Posten: 16

### Langdistanz
| Platz | Land | Athlet           | Zeit      |
| ----- | ---- | ---------------- | --------- |
| 1     | SWE  | Anton Johansson  | 1:15:17 h |
| 2     | SWE  | Assar Hellström  | 1:16:18 h |
| 3     | CZE  | Marek Minár      | 1:18:45 h |
| 4     | RUS  | Iwan Kutschmenko | 1:19:36 h |
| 5     | FIN  | Olli Ojanaho     | 1:19:39 h |
| 6     | FIN  | Miika Kirmula    | 1:19:58 h |
| 7     | DEN  | Thor Nørskov     | 1:20:21 h |
| 8     | NOR  | Borger Melsom    | 1:21:31 h |

Langdistanz: 23. Juli 2014

Ort: Maljowiza

Länge: 10,2 km

Steigung: 275 m

Posten: 23

### Staffel
| Platz | Land | Athleten                                            | Zeit      |
| ----- | ---- | --------------------------------------------------- | --------- |
| 1     | SWE  | Assar Hellström Simon Hector Anton Johansson        | 1:36:30 h |
| 2     | CZE  | Ondrej Semík Jonás Hubácek Marek Minár              | 1:36:40 h |
| 3     | SUI  | Jonas Egger Tobia Pezzati Sven Hellmüller           | 1:36:43 h |
| 4     | FRA  | Arnaud Perrin Loïc Marty Nicolas Rio                | 1:38:30 h |
| 5     | LAT  | Mikus Purins Alvis Reinsons Rudolfs Zernis          | 1:38:42 h |
| 6     | NZL  | Tim Robertson Shamus Morrison Nick Hann             | 1:39:05 h |
| 7     | FIN  | Arttu Syrjäläinen Topias Ahola Aleksi Niemi         | 1:39:09 h |
| 8     | NOR  | Markus Holter Anders Felde Olaussen Andreas Sølberg | 1:39:11 h |

Staffel: 27. Juli 2014

Ort: Borowez

## Juniorinnen

### Sprint
| Platz | Land | Athletin                 | Zeit      |
| ----- | ---- | ------------------------ | --------- |
| 1     | SWE  | Sara Hagström            | 13:15 min |
| 2     | NOR  | Heidi Mårtensson         | 13:20 min |
| 3     | DEN  | Miri Thrane Ødum         | 13:32 min |
| 4     | SWE  | Frida Sandberg           | 14:53 min |
| 5     | SWE  | Tilda Johansson          | 13:47 min |
| 6     | DEN  | Nicoline Friberg Klysner | 13:48 min |
| 6     | NOR  | Runa Fremsted            | 13:48 min |
| 8     | SWE  | Malin Leandersson        | 13:54 min |

Sprint: 22. Juli 2014

Ort: Samokow

Länge: 2,5 km

Steigung: 15 m

Posten: 17

### Mitteldistanz
| Platz | Land | Athletin          | Zeit      |
| ----- | ---- | ----------------- | --------- |
| 1     | SUI  | Sina Tommer       | 28:43 min |
| 1     | SWE  | Sara Hagström     | 28:43 min |
| 3     | SWE  | Andrea Svensson   | 29:56 min |
| 4     | SWE  | Tilda Johansson   | 30:01 min |
| 5     | NOR  | Gunvor Hov Høydal | 30:13 min |
| 6     | GBR  | Zoe Harding       | 30:53 min |
| 7     | FIN  | Emmi Jokela       | 31:58 min |
| 8     | DEN  | Miri Thrane Ødum  | 32:28 min |

Mitteldistanz: 26. Juli 2014

Ort: Zheleznica

Länge: 3,1 km

Steigung: 130 m

Posten: 15

### Langdistanz
| Platz | Land | Athletin          | Zeit      |
| ----- | ---- | ----------------- | --------- |
| 1     | NOR  | Gunvor Hov Høydal | 1:08:15 h |
| 2     | SWE  | Sara Hagström     | 1:08:18 h |
| 3     | FIN  | Emmi Jokela       | 1:09:15 h |
| 4     | FIN  | Anna Haataja      | 1:11:45 h |
| 5     | NOR  | Mathilde Rundhaug | 1:11:58 h |
| 6     | SUI  | Paula Gross       | 1:13:15 h |
| 7     | SUI  | Sina Tommer       | 1:13:31 h |
| 8     | SUI  | Sandrine Müller   | 1:14:26 h |

Langdistanz: 23. Juli 2014

Ort: Maljowiza

Länge: 7,2 km

Steigung: 210 m

Posten: 16

### Staffel
| Platz | Land | Athletinnen                                           | Zeit      |
| ----- | ---- | ----------------------------------------------------- | --------- |
| 1     | SWE  | Tilda Johansson Frida Sandberg Sara Hagström          | 1:38:18 h |
| 2     | NOR  | Heidi Mårtensson Gunvor Hov Høydal Mathilde Rundhaug  | 1:38:27 h |
| 3     | SUI  | Paula Gross Sina Tommer Lisa Schubnell                | 1:44:24 h |
| 4     | UKR  | Daria Moskalenko Olena Postelnjak Maria Polischtschuk | 1:44:53 h |
| 5     | FIN  | Jannina Gustafsson Emmi Jokela Anna Haataja           | 1:45:03 h |
| 6     | NZL  | Delphine Poirot Chloé Haberkorn Lauriane Beauvisage   | 1:46:08 h |
| 7     | CZE  | Markéta Novotná Anna Sticková Katerina Chromá         | 1:48:55 h |
| 8     | GBR  | Katie Reynolds Rhona McMillian Tamsin Moran           | 1:48:59 h |

Staffel: 27. Juli 2014

Ort: Borowez

## Medaillenspiegel
| Platz | Land       | Gold | Silber | Bronze | Gesamt |
| ----- | ---------- | ---- | ------ | ------ | ------ |
| 1     | Schweden   | 5    | 2      | 2      | 9      |
| 2     | Norwegen   | 1    | 2      | –      | 3      |
| 3     | Finnland   | 1    | –      | 2      | 3      |
| 3     | Schweiz    | 1    | –      | 2      | 3      |
| 5     | Neuseeland | 1    | –      | –      | 1      |
| 6     | Tschechien | –    | 1      | 1      | 2      |
| 7     | Polen      | –    | 1      | –      | 1      |
| 7     | Italien    | –    | 1      | –      | 1      |
| 9     | Dänemark   | –    | –      | 1      | 1      |